# Айналли
Айналли — невелика етнологічна група азербайджанців, що проживають на півдні Ірану, один із огузьких народів. Являє собою окреме плем'я. Населяють східну частину провінції Фарс, територію на схід від кашкайців. Разом з племенами бахарлу та нафар входять до складу об'єднання хамсе.
Розмовляють на діалекті азербайджанської мови — айналлу (інанлу). Релігія — іслам (шиїти).
Ведуть кочовий спосіб життя, займаються скотарством.